# Rabi Taha
Rabi Taha Hamid Ahmad (arab. ربيع طه حامد أحمد; ur. 5 września 1994) – egipski zapaśnik walczący w stylu klasycznym. Złoty medalista mistrzostw Afryki w 2013 i 2016 i srebrny w 2018. Mistrz Afryki juniorów w 2013 i 2014 roku.